# Tiébissou

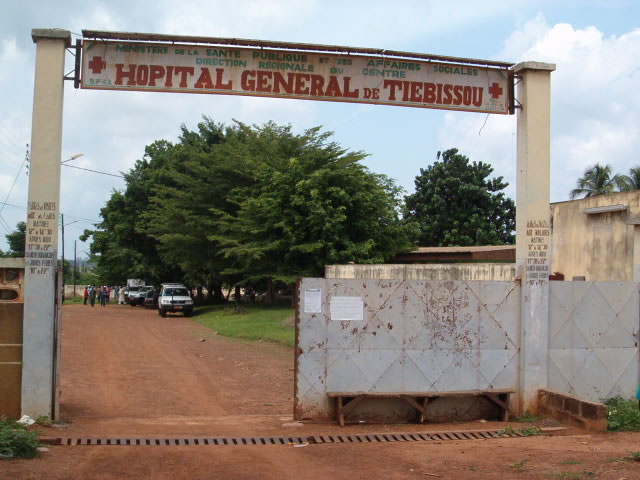
Sjukhuset i Tiébissou.

Tiébissou är en ort i Elfenbenskusten, i distriktet Lacs. Vid folkräkningen 2014 hade den 18 832 invånare.